# 유성 구개수 마찰음
유성 구개수 마찰음(有聲口蓋垂摩擦音)은 자음의 하나로 목젖에서 조음되는 유성 마찰음이다. 이 발음은 혀 뒤쪽을 올려 연구개(여린입천장)과 협착을 이루고 목젖이 혀 뒤쪽에 닿는 소리이다.

## 발음의 예
- 프랑스어: 첫소리의 모든 r, 음절 중간에서 /a, i/ 앞에 오는 r에서 변이음으로 난다.
- 니브히어: Ӻ이 이 소리가 난다.
- 라코타어: ǧ에서 이 소리가 난다.
- 북부 바스크어: rr에서 이 소리가 난다.
- 투르크멘어: 후설 모음 옆에 오는 g에서 변이음으로 난다.
- 우즈베크어: gʻ에서 이 소리가 난다.
- 포르투갈어: 첫소리와 /n, l, s/ 뒤에 오는 r에서 이 소리가 난다.

## 한글 표기
해당 발음이 존재하는 포르투갈어에서 첫소리와 /n, l, s/ 뒤에 오는 r은 'ㅎ'으로 적는다.

## 같이 보기
- 후음